# Junji Satō
Junji Satō (jap. 佐藤 淳志, Satō Junji; * 4. Februar 1975 in der Präfektur Yamagata) ist ein ehemaliger japanischer Fußballspieler.

## Karriere
Satō erlernte das Fußballspielen in der Schulmannschaft der Nihon University Yamagata High School. Seinen ersten Vertrag unterschrieb bei den Montedio Yamagata. Der Verein spielte in der zweithöchsten Liga des Landes, der Japan Football League. Ende 2001 beendete er seine Karriere als Fußballspieler.